# Les Hayes
Les Hayes é uma comuna francesa na região administrativa do Centro, no departamento Loir-et-Cher. Estende-se por uma área de 15,36 km². Em 2010 a comuna tinha 181 habitantes (densidade: 11,8 hab./km²).